# Большое (озеро, Камчатский край)
Большое — мелководное озеро лагунного типа на полуострове Камчатка. Расположено на территории Усть-Большерецкого района Камчатского края России.
По площади водного зеркала занимает 5-е место среди озёр Камчатского края и 234-е в России.

## Гидрография
Озеро расположено на восточном побережье Охотского моря на юго-западе Камчатки. Берега водоёма низменные, заболоченные, лишь с севера прибрежный участок более сухой и приподнятый. На озере имеется несколько низменных островов. В Большое впадают реки — Удочка, Набережная. Озеро протокой сообщается с рекой Большой, впадающей в море, от которого отделена узкой Октябрьской косой.
Площадь озера 53,5 км², водосборная площадь 1900 км². В среднем глубина водоёма составляет 0,3‒0,4 м, в паводки доходит до 0,8 м. В северо-западной части озера под воздействием приливно-отливных явлений сохранился извилистый узкий фарватер с максимальными глубинами в эрозионной ложбине до 3‒4 м.
В Большое на максимуме сизигийных приливов поступает морская вода, в это время солёность на входе в озеро превышает 20 ‰, а около острова Птичьего поднимается до 1 ‰. С отливом осолонённая вода из озера выходит. В квадратурные приливы и во время всего половодья озеро остаётся пресным. Приливные колебания уровня доходят до полуметра. В период отлива значительная часть озера превращается в грязевые отмели.

## Ихтиофауна
В водах озера обитают лососёвые — горбуша, кета, кижуч, нерка, арктический голец, кунджа, а также тихоокеанская и дальневосточная ручьевая минога, малоротая и тихоокеанская зубастая корюшка, трёхиглая и девятииглая колюшка, дальневосточная навага, плоскоголовая широколобка, звёздчатая камбала.